# Bresovizza Marenzi
Bresovizza Marenzi (in sloveno Brezovica) è un centro abitato del comune sloveno di Erpelle-Cosina, situato a pochi chilometri dal confine italo-sloveno nei pressi di Trieste.
L'appellativo italiano Marenzi è dovuto al fatto che la zona fu fino al 1685 di proprietà, come la vicina Dulna (Odolina), della nobile famiglia triestina dei Marenzi. Tale famiglia venne insignita nel 1654 dall'imperatore d'Austria Ferdinando III del titolo di baroni di questa località.
A sud del paese si trova una grande dolina alla cui estremità c'è la chiesetta del 1611 di Santo Spirito (Sv. Duh) nei pressi della quale vi sono le tombe dei Marenzi.